# Stefania Nobile
Stefania Nobile, anche nota come Stefania Marchi (Bologna, 16 novembre 1964), è un'imprenditrice, personaggio televisivo e  truffatrice italiana, nota per la sua collaborazione nelle televendite della madre Wanna Marchi. Venne in seguito più volte condannata per gravi illeciti connessi alla sua attività.

## Biografia

### Carriera televisiva e problemi con la giustizia
Nata a Bologna il 16 novembre 1964 è la secondogenita della televenditrice Wanna Marchi e del suo primo marito Raimondo Nobile, un rappresentante di origini palermitane.
Debutta in televisione a tredici anni con piccole partecipazioni, lavorando in seguito come annunciatrice televisiva per Rete 4 (all'epoca in cui l'emittente era ancora di proprietà del Gruppo Mondadori e non ancora appartenente alla Fininvest) e nel 1983 affianca la madre e il fratello Maurizio nel Wanna Marchi Show, in onda su Rete A, durante il quale ha il modo di esordire nel mondo delle televendite di prodotti cosmetici ed in seguito esoterici, attività che ha portato avanti fino al 2001. Durante le televendite, Stefania Nobile agisce inizialmente come spalla della madre. In seguito utilizzerà un tono di voce particolarmente stridulo ed acuto, unito ad una incisiva aggressività verso il telespettatore, ed una gestualità appariscente ed ampia.
Nel dicembre del 2001, viene arrestata per associazione a delinquere finalizzata alla truffa e all'estorsione con la madre Wanna Marchi, in ragione della sua partecipazione societaria in Ascié S.r.l. e Anidene S.r.l., dell'attività televisiva e soprattutto di quella di coordinamento dei centralinisti che materialmente eseguivano le truffe. Nel 2006 espresse il desiderio di entrare nel mondo del cinema pornografico, salvo poi rivelare poco dopo di aver preso in giro i giornalisti. Il 4 marzo 2009 la Corte suprema di cassazione confermò in via definitiva la condanna a 9 anni e 4 mesi di Stefania Nobile. Nobile e la madre sono state condannate, nel mese di aprile 2010, anche per bancarotta fraudolenta per il fallimento della società Ascié.
Dopo aver trascorso un anno di carcerazione preventiva, per rischio di fuga, tenta di lanciare un videoblog con annesso un e-commerce, ma senza successo. Conosce poi l'imprenditore Davide Lacerenza, che diventa il suo fidanzato e la assume come dipendente presso il ristorante "La Malmaison" e successivamente nel locale "La Gintoneria di Davide" a Milano. Stefania Nobile scriverà in seguito di essere in tal modo "rinata". Dopo la condanna, sconta qualche mese in carcere prima di essere ricoverata in una clinica per gravi problemi di salute: è affetta infatti da artrite reumatoide, malattia infiammatoria cronica sistemica per cui si è sottoposta ad alcuni interventi. Dopo qualche tempo, viene ammessa al regime degli arresti domiciliari. Nel 2013 Stefania Nobile è ufficialmente uscita dal carcere. Tuttavia, l'enormità dei prezzi del locale "La Malmaison", connessa alla pratica poco onesta di indurre i clienti ad ordinare senza menzionare loro il reale costo dei piatti (di centinaia e centinaia di euro, per conti che superano il migliaio di euro), ha fatto nascere roventi polemiche anche attorno all'attività di ristoratori della Nobile e del suo fidanzato.
Nel gennaio 2017 suscita clamore l'annuncio della partecipazione, insieme alla madre, a L'isola dei famosi. A causa delle polemiche sorte in merito, Mediaset ha deciso di non confermare la loro presenza nel cast del reality show. Da dicembre insieme alla madre avrebbe dovuto tenere un corso di formazione per aspiranti venditori presso l'Istituto Paritari Volta di Bari ma viste le polemiche la scuola ci ripensa e fa un passo indietro. Nella primavera del 2018 è protagonista assieme alla madre del programma di RTB Network Le grandi sorelle, dove segue e commenta in diretta le puntate della quindicesima edizione del Grande Fratello. Il 29 settembre 2021 torna in televisione prendendo parte assieme alla madre ad una maratona di 100 ore di diretta televisiva, trasmessa dal canale digitale GO-TV. Per la stessa rete, dal 15 novembre 2021 conduce il programma televisivo #noicreiamodipendenza, in onda inizialmente il lunedì dalle 22:00 per otto ore di diretta consecutive, poi spostato al martedì alle 23:00 e ridotto nella durata a sole quattro ore.
Nel settembre del 2022 partecipa al documentario a puntate Netflix dedicato alla vita di Wanna Marchi intitolato Wanna, candidato ai Nastri d'argento come miglior documentario nel 2023.
Da gennaio dello stesso anno Stefania e sua madre approdano sulla piattaforma Twitch con un nuovo programma in diretta a orari variabili.
Nel marzo 2025 viene nuovamente arrestata dalla Guardia di Finanza con l'ex compagno Davide Lacerenza e condannata ai domiciliari. Le accuse nei confronti della Nobile (che non risulta indagata), dell'ex compagno Lacerenza e di Davide Ariganello, il factotum, sono:autoriciclaggio, favoreggiamento e sfruttamento della prostituzione e detenzione e spaccio di sostanze stupefacenti all'interno del loro locale di Milano "La Gintoneria di Davide".
È sostenitrice dell'associazione Nessuno tocchi Caino, affiliata al Partito Radicale Transnazionale.

### Imprenditoria
Successivamente alla scarcerazione, diventa imprenditrice nell'ambito della ristorazione in società con l'ex compagno Davide Lacerenza. In seguito sposterà le sue attività in Albania, dove nel 2018 apre tre locali: due cocktail bar, di cui uno a Tirana, e un ristorante a Durazzo. La Nobile venderà tali locali circa un anno dopo. Nel 2021 fonda Produzioni srl, una società di produzione televisiva.

## Programmi televisivi
- Quinto canale (TeleStudio Torino, 1978-1980) - annunciatrice
- Accendi un'amica (Rete A, 1983-1990)
- Wanna Marchi Show (Rete A, 1983-1993)
- Ricordando un amico (Rete A, 1986)
- Televendite (varie emittenti locali, 1996-2001)
- Tremate tremate, le streghe son tornate (TV7 Lombardia, 2004)
- Ora parlo io (iTV Italia, 2015)
- Le grandi sorelle (Retebrescia - RTB Network, 2018)
- Maratona 100 ore di diretta (GO-TV, 2021)
- #noicreiamodipendenza (GO-TV, 2021-2022) - conduttrice e autrice
- Natale con i carcerati (Telelombardia, 2022) - conduttrice

### Documentari
- Wanna – docuserie (Netflix, 2022)

## Pubblicazioni
- Wanna Marchi e Stefania Nobile, Le nostre prigioni. Un diario a quattro mani, Gallo & Calzati, 2003, ISBN 9788888379333.
- Wanna Marchi e Stefania Nobile, Fine pena mai. La nostra vera storia come nessuno l’ha mai raccontata, Swipe NFT Italia, 2022.